# Hermann Bickler
Christian Hermann Bickler (auch Armand Bickler, * 28. Dezember 1904 in Hottviller; † 8. März 1984 in San Martino) war Rechtsanwalt und autonomistischer Politiker im Elsass der Zwischenkriegszeit, der nach der Besetzung Frankreichs als Nationalsozialist Karriere machte.

## Jugend in Lothringen
Auf dem Welschhof geboren, einem abgelegenen Bauernhof bei Hottweiler (Gemeinde Wollmünster), war Bickler der einzige Sohn einer mennonitischen Familie.

## Bis 1939: Der elsässische Autonomist
Bickler studierte zwischen 1923 und 1927 in Straßburg Jura und wurde schließlich Rechtsanwalt. In seiner Studienzeit wurde er Mitglied der Wingolfsverbindung Argentina zu Straßburg. Während seines Studiums gründete er 1924 die Vereinigung „Studentischer Heimatbund“, die sich für den Erhalt deutscher Sprache und Kultur in Elsass-Lothringen einsetzte. Nach eigenen Angaben kam Bickler am 27. September 1925 bei einem Aufenthalt in Fürth anlässlich einer Großkundgebung erstmals mit dem Nationalsozialismus in Kontakt. In der Studienzeit kam er auch in Verbindung mit Friedrich Spieser, in dessen autobiographischer Erzählung „Tausend Brücken“ (1952) er unter dem Namen Faust erscheint.
Als einer der tonangebenden autonomistischen Politiker des Elsass und Führer der Jungmannschaft nahm Bickler im September 1927 zusammen mit Paul Schall am Gründungskongress der Parti autonomiste breton (PAB) in Rosporden teil. An diesem Kongress beteiligten sich neben Bickler und Schall auch korsische und flämische Autonomisten. Am 12. September 1927 war Bickler in Quimper einer der Mitunterzeichner des Gründungsdokuments des Comité des minorités nationales de France (Komitee der Minderheitenvölker Frankreichs), das elsässische, katalanische, bretonische, flämische und korsische Autonomisten in Frankreich dazu aufrief, „Separatisten“ zu werden und sich von Frankreich zu lösen. In der Folgezeit wurde er einer der wichtigsten Korrespondenten der bretonisch-autonomistischen Zeitschriften Breiz Atao (1919–1939) und Peuples et Frontières (1937–1939).
1927 schloss Bickler sich der von Karl Roos geleiteten Unabhängigen Landespartei an. 1934 eröffnete er zusammen mit seinem Studienkollegen Pierre Bieber in Straßburg eine Rechtsanwaltskanzlei. Am 18. Juni 1936 gründete er aus taktischen Gründen die Elsass-Lothringische Partei ELP, die personell und organisatorisch eng mit der Jungmannschaft verbunden war, jedoch nie zu Wahlen antrat. Mit Unterstützung von Robert Ernst und Funktionären des „Volksbunds für das Deutschtum im Ausland“ gelang es Bickler gleichzeitig, in der „Unabhängigen Landespartei“ den Einfluss von Karl Roos zurückzudrängen. Kontakte hatte Bickler in dieser Zeit durch Vermittlung von Friedrich Spieser auch zu den Brüdern Ernst und Alfred Toepfer. Er betätigte sich außerdem als Informant für den deutschen „Sicherheitsdienst“. Bicklers politisches Ziel zu diesem Zeitpunkt war eine autonomistische Einheitsfront mit der Jungmannschaft als Führungsgruppe und ihm selbst als oberstem Führer. Wenige Tage nach einer Versammlung in Straßburg, auf der Bickler zum wiederholten Male separatistische und antifranzösische Positionen vertreten hatte, durchsuchte die Polizei am 3. Oktober 1938 das Hauptquartier der Jungmannschaft. Am 21. April 1939 wurde diese Organisation dann samt ihrem Presseorgan „Frei Volk“ in Anbetracht der zunehmenden Spannungen mit dem nationalsozialistischen Deutschland von der französischen Regierung verboten.
Nach Ausbruch des Zweiten Weltkriegs wurde Hermann Bickler zunächst zur französischen Armee eingezogen, dort am 4. September 1939 verhaftet und am 31. Oktober zusammen mit anderen führenden elsässischen Autonomisten in Nancy interniert, später ins Landesinnere verlegt – die Gruppe wurde später unter dem Namen „Die Nanziger“ bekannt. Am 15. Juli 1940 wurde Bickler von den französischen Behörden einem Sonderkommando der Wehrmacht überstellt.

## 1940–1945: Der Kollaborateur und Nationalsozialist

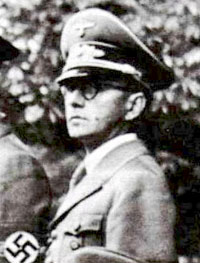
Hermann Bickler

Ins Elsass zurückgekehrt, gehörte Bickler zu den Unterzeichnern des an Adolf Hitler gerichteten Manifests von Drei-Ähren (Manifeste des Trois-Épis), in dem um die Eingliederung des Elsass in das Großdeutsche Reich gebeten wurde. Am 6. September 1940 wurde er vom Reichsführer SS Heinrich Himmler mit der Nummer 367.776 in die SS aufgenommen. Am 10. September 1940 wurde er zum Kreisleiter von Straßburg und am 5. Juli 1941 zusätzlich zum Kreisleiter von Kehl ernannt. Am 21. Dezember 1940 beantragte er die Aufnahme in die NSDAP und wurde zum 1. Januar 1941 aufgenommen (Mitgliedsnummer 7.848.335). Er hielt seine Kontakte zum Sicherheitsdienst (SD) aufrecht und drängte dort auf die Auslieferung der französischen Polizeikommissare Antoine Becker und Léonard, die 1939 für seine Verhaftung verantwortlich waren sowie auf die Bestrafung des leitenden Gefängnisaufsehers in Nancy.
In den nächsten Jahren tat sich Bickler als eifriger Verfechter der „Entwelschung“ des öffentlichen Lebens im Elsass hervor. In öffentlichen Ansprachen warb er immer wieder um den freiwilligen Eintritt von Elsässern in die deutsche Wehrmacht oder Waffen-SS und versuchte die nach Einführung der Wehrpflicht dann letztlich Zwangsverpflichteten (Malgré-Nous) auf die nationalsozialistische Kriegführung einzuschwören. Als bekennender Protestant geriet Bickler aber auch immer wieder in Gegensatz zur Politik des Gauleiters Robert Wagner, der auch im Elsass den Einfluss der christlichen Kirchen zurückzudrängen versuchte. Er intervenierte auch gegen Wagners Säuberungsaktion, bei der von Juli 1940 bis März 1943 insgesamt 17.000 Elsässer zwangsweise in die im Osten eroberten Gebiete abgeschoben wurden.
1942 trat Bickler vom Posten des Straßburger Kreisleiters zurück und kündigte öffentlich seinen Einsatz an der Ostfront an. Er wurde jedoch, wahrscheinlich im Auftrag von Gottlob Berger, nach einer Ausbildung im Reichssicherheitshauptamt (RSHA) in Berlin als Nachfolger von Herbert Hagen zu einem der Leiter des Amtes VI des Sicherheitsdienstes (SD) in Paris ernannt, anscheinend sehr zum Missfallen der dortigen Amtsträger, insbesondere von Helmut Knochen. In dieser Funktion kontrollierte Bickler ab Januar 1943 die Nachrichtendienste rechtsgerichteter und kollaborierender französischer Organisationen (z. B. der Parti populaire français unter Jacques Doriot, Mouvement Franciste unter Marcel Bucard sowie der Milice française unter Joseph Darnand). Außerdem war er im Hinblick auf die erwartete Invasion der Alliierten mit der Aufstellung einer Selbstschutzpolizei (SSP) beauftragt, einer aus Franzosen zusammengesetzten Sondereinheit zum Einsatz gegen Widerstandskämpfer. Bickler gewann bald großen Einfluss auf die Kollaboration in Frankreich, auf die Personalpolitik der Regierung Pierre Laval und auf die deutsche Politik gegenüber dem Vichy-Regime. Er wurde zum „Standartenführer“ (entsprechend dem Rang eines Obersts) befördert und zum „Fachführer“ ernannt. Bickler stand zeitweilig im Kontakt mit dem Widerstandskreis um Friedrich Hielscher und spielte in dessen Umsturzplänen eine Rolle, zog sich dann aber zurück. Anlässlich des Attentats auf Hitler vom 20. Juli 1944 wurde Bickler im Rahmen des Unternehmens Walküre verhaftet, nach dem Scheitern der Aktion aber rasch wieder freigelassen.
Als Chef des Sicherheitsdienstes (SD) im Elsass kehrte Bickler am 11. August 1944 zunächst nach Straßburg zurück. Im September 1944 wurde er zum Leiter der „Leitstelle Südwest“ (auch als „Sonderstab West“ oder „Leitstelle Walter“ bezeichnet) des Reichssicherheitshauptamtes (RSHA) ernannt. Er sollte von Baden-Baden und Hornberg aus versuchen, die neu wieder eingerichtete französische Verwaltung im Elsass zu infiltrieren. Anfang 1945 machte Bickler bei den lokalen Behörden im Schloss Sigmaringen seinen Einfluss geltend, um dem Schriftsteller Louis-Ferdinand Céline Ausweispapiere für seine Weiterflucht nach Dänemark zu verschaffen. Mitarbeitern der kollaborationistischen und antisemitischen französischen Zeitschrift Je suis partout verhalf er noch in den letzten Monaten des Krieges zur Flucht nach Spanien. In den letzten Wochen vor Kriegsende soll er sich in Heiligenberg in der Nähe des Bodensees aufgehalten haben.

## Nach 1945: Auf der Flucht und im Exil
Von einem französischen Gericht wurde Bickler am 4. September 1947 u. a. wegen Zusammenarbeit mit dem Feind, Verbrechen gegen Personen und Mitarbeit in kriminellen Organisationen in Abwesenheit zum Tode und zur Beschlagnahme seines Besitzes verurteilt. Seine Geheimdienstkontakte erlaubten es ihm, nach dem Ende des Dritten Reiches unterzutauchen und sich einer Strafverfolgung zu entziehen. Auch die Straßburger Anwaltschaft scheint ihn als ein ehemaliges Mitglied geschützt zu haben. Trotz intensiver Suche der französischen Geheimdienste konnte Bickler nicht ausfindig gemacht werden. Der Industrielle und Mäzen Alfred Toepfer soll ihn zeitweilig unterstützt haben. Nachträglich ermittelte Aufenthaltsorte in den 1950er Jahren waren Tübingen, Gera und Zweibrücken. Zeitweilig hielt er sich angeblich auch in Südtirol auf. Seit 2006 zugängliche US-amerikanische Geheimdienstunterlagen aus dem August 1959 bezeichnen Bickler als Mitarbeiter von Heinz Pannwitz bei der Leitstelle West des Reichssicherheitshauptamts (RSHA) in Paris. Es werden ihm drei Alias-Namen zugeordnet, als Beruf wird Kaufmann angegeben und als aktueller Aufenthaltsort Mailand genannt. Bickler wird als mutmaßlicher Auslandsagent des Bundesnachrichtendienstes (BND) in Italien eingestuft. Zu dieser Zeit stand er über Karl Epting in Briefkontakt mit Céline, mit dem er seit seiner Zeit in Paris befreundet war. Um 1964 ließ Bickler sich schließlich in der Nähe des Lago Maggiore nieder und betätigte sich dort als Textilhändler. Lothar Kettenacker gibt an, dass er Bickler bei den Recherchen für sein 1973 erschienenes Buch mündlich befragt hat. In Cardana di Besozzo unweit des Lago Maggiore besaß Bickler ein Haus, wo er auch seine 1978 erschienenen Erinnerungen Ein besonderes Land: Erinnerungen und Betrachtungen eines Lothringers verfasste.

## 1978: Die Autobiographie
Bickler schilderte in „Ein besonderes Land“ seine Sicht der politischen Situation im Elsass der Zwischenkriegszeit und seiner eigenen Aktivitäten bis 1942. Er berichtete über Kontakte zu hohen NS-Amtsträgern wie Robert Wagner oder Robert Ernst und zu führenden SS-Offizieren wie Gustav Adolf Scheel. Bickler schilderte sich als aufrechten Elsässer und Christen, der sich mit seinen begrenzten Möglichkeiten gegen die Willkürmaßnahmen der landesfremden NS-Funktionäre für die Interessen seiner elsässischen Landsleute einsetzt. Als Ursache für seinen Rücktritt vom Amt des Straßburger Kreisleiters gab er die Forderung des Gauleiters Robert Wagner an, aus der Kirche auszutreten. Dies sei aber für ihn „aus politischen Gründen nicht opportun“ gewesen und er sei deshalb der ohnehin bereits feststehenden Einberufung zur „Truppe“ gefolgt. Seine eigene SS-Zugehörigkeit erwähnt Bickler ebenso wenig wie seine geheimdienstliche Tätigkeit in Frankreich zwischen 1942 und 1944.
Das Buch wurde in Baden-Württemberg noch in den 1980er Jahren als Quelle in staatlichen Lehrerfortbildungen benutzt.
Das französische Magazin L’Express berichtete 2011 von einem 2. Band der Autobiographie (Erinnerungen Teil II), der in Deutschland in wenigen Exemplaren kursiere und in dem Bickler über seine Kontakte zu Louis-Ferdinand Céline im besetzten Paris berichte.

## Veröffentlichungen
- Elsass-lothringische Jungmannschaft. Straßburg, Knoblochgasse 15 (Elsass-Lothringische Jungmannschaft) ([1932])
- Karl Roos – Das Elsass im deutschen Aufbau. Beitrag in: Der Reichsorganisationsleiter der NSDAP und Hauptschulungsamt (Hrsg.): Der Schulungsbrief, das zentrale Monatsblatt der NSDAP. VIII. Jahrgang, 9./10. Folge: Aufbau und Werk der Partei im deutschen Westen, 1. Heft „Deutsche Größe“. Franz Eher Nachf. GmbH, München 1941.
- Widerstand. Straßburg, Hünenburg-Verlag [1943].
- Ein besonderes Land: Erinnerungen und Betrachtungen eines Lothringers, Askania-Verlag,[32] Lindhorst 1978.
- Un pays particulier: Souvenirs et considérations d’un Lorrain. NEL-Verlag, 2017, ISBN 978-0-244-01773-6.

## Anmerkung
1. ↑  Unter Archivlink (Memento vom 11. April 2015 im Internet Archive), Bild LAPI-27265 bis ist Bickler (mit Brille) links neben Fernand de Brinon, Helmut Knochen, Carl Oberg und Joseph Darnand (von links nach rechts) bei einer Vereidigung von Milizionären am 1. Juli 1944 im Ehrenhof des Hôtel des Invalides, Paris zu sehen (abgerufen am 8. Juni 2014).
2. ↑  Rothenberger nennt als Quellen für seine Arbeit mündliche und schriftliche Befragungen u. a. Paul Schalls, Robert Ernsts und Friedrich Spiesers und gibt an etlichen Stellen unkommentiert deren Sichtweisen wieder.
3. ↑  Bickler wird als aufrechter Elsässer Autonomist und gläubiger Christ dargestellt, der bis 1940 und dann wieder nach 1945 unter den Schikanen und Verfolgungen der französischen Behörden und zwischen 1940 und 1945 unter der Zwangsideologisierung durch die nationalsozialistischen Machthaber zu leiden gehabt habe. Auf seine Aktivitäten zwischen 1942 und 1945 wird nicht eingegangen.